# Kościół Świętych Apostołów Szymona i Judy Tadeusza w Żarkach
Kościół Świętych Apostołów Szymona i Judy Tadeusza – rzymskokatolicki kościół parafialny należący do dekanatu Żarki archidiecezji częstochowskiej.
Jest to świątynia wybudowana w latach 1518-1522 i ufundowana została przez Marcina Myszkowskiego, kasztelana wieluńskiego. W 1702 roku budowla została zniszczona przez pożar, niedługo jednak została odbudowana dzięki staraniom ówczesnych właścicieli majątku w Żarkach – Męcińskich. Ostateczną formę budowla uzyskała w połowie XIX wieku. Świątynia jest orientowana. Od strony zachodniej, nad portalem wejściowym, znajduje się wieża wzniesiona na planie kwadratu, nakryta dwukondygnacyjnym, barokowym dachem hełmowym. Do szerokiej nawy zostały dobudowane od strony południowej i północnej kaplice (św. Wojciecha i Świętego Krzyża); węższe prezbiterium jest zamknięte półkoliście. Na dachu nawy znajduje się sygnaturka. We wnętrzu są umieszczone późnobarokowe ołtarze. W głównym można zobaczyć obraz Przemienienia Pańskiego ozdobiony postaciami patronów świątyni.
W kościele czci się osobę błogosławionego Ludwika Rocha Gietyngiera, pochodzącego z Żarek kapłana, który zginął śmiercią męczeńską w niemieckim obozie w Dachau.
W kościele szereg nagrobków i tablic pamiątkowych, w tym tablica przypominająca zasługi dla Żarek krakowskiego przedsiębiorcy Piotra Steinkellera, wmurowana w 1894 r., w 40. rocznicę jego śmierci